# 부천옹기박물관
부천옹기박물관은 경기도 부천시 오정구에 있는 부천시립박물관이다. 부천시청이 관장하고 있으며 원래 병인박해 당시 천주교 한국인 신자들이 은둔하면서 생계를 위해 꾸려진 옹기가마터에 자리하고 있다. 

## 소개
조선 후기 당시 1866년 병인박해 때 프랑스 신부와 선교사들이 처형되면서 흥선대원군의 천주교 신자 체포령을 피해 천주교 신자들이 은둔하던 중 생계를 위해 옹기를 만들었던 옹기가마터가 그 시초이다. 이후 부천시의 도시화로 옹기 가마터는 사라졌으나 이를 기념하기 위해 가마터 자리에 지금의 옹기박물관을 세우며 옹기문화의 과거와 현재를 전시하고 있다. 

## 시설현황
- 1층 : 기증전시실
- 2층 : 상설전시실, 기획전시실

## 이용정보
- 매주 월요일 휴관(공휴일인 경우 화요일 휴관)
- 이용시간 : 오전 9시 ~ 오후 6시